# Szana Tamás
Szana Tamás (Tiszafüred, 1844. január 1. – Budapest, 1908. február 11.) szerkesztő, kritikus, művészettörténész, a Petőfi Társaság főtitkára, a Kisfaludy Társaság tagja és az Uránia tudományos színház igazgatója.

## Élete
Szana Pál alispán és nagyoroszi Farkas Terézia fia. Alsóbb iskoláit a szülői házban magán nevelők vezetése alatt végezte, a debreceni református kollégiumban tanult, az államvizsgálatot 1866-ban Kassán tette le, 1867-ben pedig Pesten ügyvédi oklevelet szerzett. 1867-ben a Hortobágy főmunkatársa, a színházi rovat vezetője lett. 1868-tól a Hazánk munkatársa volt. 1870-ben szerkesztette a Szépirodalmi Közlönyt, 1871–1875 között a Figyelőt, 1875–1876 között az Otthont, 1876-ban pedig a Regélőt. 1876–1877 között az Életképek segédszerkesztője volt. 1877–1878 között szerkesztette a Petőfi Társaság Lapját, 1879–1882 között a Koszorút, 1879-ben a Petőfi Társaság Évkönyvét és 1898-ban többekkel a Petőfi Albumot. 1893–1895 között a Fővárosi Lapokat szerkesztette. 1876–1906 között a Petőfi Társaság alapító főtitkára. 1901-től a Kisfaludy Társaság tagja és az Uránia Színház igazgatója lett.

## Munkássága
A Petőfi Társaság főtitkáraként az MTA és a Kisfaludy Társasággal szemben kialakult irodalmi ellenzék tagja volt. Szervező és népszerűsítő volt. Részt vett az irodalmi élet másod-harmadvonalbeli szervezkedéseiben, és könnyed, tapintatos  prózájával közvetítette a mérvadó kritika eredményeit a „művelt nagyközönség” számára. Érdemeket szerzett a magyar irodalom és képzőművészet külföldi, és a fiatalabb elbeszélők (Mikszáth Kálmán, Petelei István, Gozsdu Elek, Prém József, Bródy Sándor, Vértesi Arnold, Rákosi Viktor, Dömötör Pál stb.) hazai népszerűsítésében. Az 1890-es évek második felétől érdeklődése a képzőművészet felé fordult. Szana Tamás a korábban hazánkban alig művelt művészettörténeti írás műfajában is a közönség ízlésének irányítójává vált.

## Művei
- Szün-órákra, Debrecen, 1866 (tanulmány)
- Csokonai életrajza, Debrecen–Nyíregyháza, 1869
- Nagy szellemek. Poe Edgar, Burns, Tegnér, Heine, Lenau, Aigner, Pest, 1870
- Moligre élete és művei, Pest, 1872
- Vázlatok. Széptani és irodalomtörténeti kisebb művek, 1875
- Otthon. Beszélyek, költemények és ismeretterjesztő olvasmányok gyűjteménye, 1-3.; szerk. Szana Tamás; Aigner, Bp., 1875-1876
- A két Kisfaludy, 1876 Online
- Tóth Kálmán életrajza, Pozsony–Budapest, 1884
- Magyar költők szerelmei, 1887 (tanulmány)
- A könyv régen és most, 1888
- Magyar művészek, 1887–1889
- Újabb elbeszélők, 1889 (tanulmány)
- A magyar művészet századunkban, 1890
- Örök emlékek, 1892
- Petőfiné Szendrey Júlia, 1891
- Olasz földről, Révai Leó Kiadása, Budapest, 1896
- Izsó Miklós élete és munkái, 1897
- Petőfi-album; szerk. Bartók Lajos, Endrődi Sándor, Szana Tamás; Athenaeum, Bp., 1898 Online
- Markó Károly és a tájfestészet, 1898
- A sajtó felszabadulása 1848. március 15. – 1898. március 15., 1898
- Jankó János élete és munkái; Athenaeum, Bp., 1899 (Magyar műtörténeti monographiák)
- Egy amateur naplójából, 1899 (karcolatok)
- Száz év a magyar művészet történetéből 1800–1900, 1901
- Városról városra. Olaszországi képek, 1904

## Fordításai
- Hippolyte Taine: A művészet philosophiája (fordítás, 1878)
- Ovidius: A szerelem művészete (fordítás, 1883)
- Xavier de Maistre: Utazás szobám körül; ford. Szana Tamás, rajz Hédouin; Révai, Bp., 1884
- Benvenuto Cellini önéletírása 1–2. (fordítás, jegyzet 1890–1891)
- Gabriele D’Annunzio: Giovanni Episcopo. Regény; ford. Szana Tamás; Czettel-Deutsch Ny., Bp., 19?? (A Magyar Szalon Regénytára)